# Viola santiagoensis
Viola santiagoensis là một loài thực vật có hoa trong họ Hoa tím. Loài này được Becker,W. miêu tả khoa học đầu tiên.